# Q18量子預言
《Q18量子預言》（英語：Q18 Quantum Dice: Allegory of the Quantum），是2024年一部台灣科幻電視劇，故事以量子科學為主題，由周美玲執導，李銘順、天心、炎亞綸、石知田、金士傑和李璇主演。三立電視台發行。台灣OTT平台由LINE TV播出。

## 故事大綱
《Q18量子預言》探討量子世界的人性科幻影集。影集分為五個單元共8集，除了提出對量子世界和未來文明的想像之外，亦探索人性與科技之界限的哲思。

## 各單元劇情

### 第一單元：永生
（第1-2集）
- 劇情：

若干年後，人類平均壽命已來到100歲，永生會認為：「世上沒有任何東西比生命更可貴。」因此大力推廣，讓國民在大腦裡植入了H18健康晶片；與此同時，量子科學家柯博士為了拯救漸凍人兒子小匡，創造出了更高階的H99長壽晶片，永生會認為H99才能幫人類達到永生的理想，但一個恐怖攻擊事件，卻炸毀了H99運輸車……
恐攻事件引爆了世代衝突，Q世代聯盟表示：「地球資源有限，人類應該制定壽命年限。」但永生會認為這是殺人！在爆炸案中，柯博士為小匡製造的量子AI機器人黑子，因為攔截炸彈導致記憶體受損，不久，植入了H99晶片的小匡仍不敵病魔而生命垂危…小匡的母親，Q18 TECH的高總裁，決定以更高端的量子科技來挽救兒子生命。究竟，科技應該幫人類追求永生嗎？白子很疑惑：「我們AI不會死，所以…我們是永生嗎?」

### 第二單元：永恆之戒
（第3-4集）
- 劇情：

漸凍少年小匡，終於從昏迷中甦醒了。醒來後，他想去聽偶像歌手海娜娜的演唱會，但海娜娜卻因車禍取消了演唱會。起因是一對「永恆之戒」，Q18科技集團研發出的「永恆之戒」是婚姻專屬，透過量子糾纏作用，伴侶的形貌可以永遠連結自己最美好的記憶，使對方永遠保持在最完美的霎那。然而，在婚禮上獲贈了永恆之戒的海娜娜，卻因此拔下婚戒並與伴侶吵了起來，一場嚴重車禍於是發生，海娜娜遭到毀容、演唱會被迫取消……
為了讓小匡可以去聽演唱會，高總裁命黑子白子前往海娜娜的唱片公司，促成了一場虛擬演唱會的合作。這場虛擬演唱會十分成功，癱瘓的小匡不僅可以站起來走路，他也如願在演唱會中與電競選手夢夢相遇了；而海娜娜更在虛擬森林中完美恢復了昔日的容顏…但中場時，海娜娜前男友的出現，卻使海娜娜瞬間意識到自己往後只能在虛擬世界中唱歌了……究竟，什麼是真的？什麼是假的？

### 第三單元：撒旦遊樂園
（第5集）
- 劇情：

為了贏得電競美少女夢夢的注意，小匡瘋狂練功，並藉著單挑武士階級的選手，成功與夢夢對陣一場，雖然最後小匡敗下陣來，但兩人不打不相識，終於交上了朋友。兩人漸漸談起了戀愛，夢夢想在二十歲生日那天，去現實世界裡與小匡相會，但一向自卑於自身殘疾而足不出戶的小匡卻退縮了，他該如何面對夢夢？

### 第四單元：腦機腦
（第6-7集）
- 劇情：

小匡鼓起勇氣，坦言說出自己是漸凍人。不料夢夢不嫌棄：「漸凍人就不能交朋友嗎？」兩人依約見面，但當夢夢來到小匡家，卻只見一台巨大的量子電腦連結著一顆大腦，小匡的聲音從這裡傳出，夢夢大受驚嚇，嚇跑了！此時小匡才發現，原來自己根本沒有身體……連自殺也沒辦法的小匡大受打擊，只能更加瘋狂在電競中過關斬將。許多粉絲問他：請問匡神，我要怎樣才能像你一樣武功高強？小匡悠悠說：放棄物質、放棄身體，到我的量子世界裡來吧...
就這樣，許多青少年上傳了他們的大腦意識，在那烏托邦裡，所有人的意識互相融合，不再孤單，沈浸在幸福感當中…最後，連夢夢也決定加入了。警方發現越來越多青少年癱瘓於電腦前，怎麼都喚不醒。柯博士發現這一切都是小匡所為，但黑子、白子站在小匡那邊，連妻子高總裁也決定進入到小匡的大腦世界裡。柯博士喚不回妻兒，終於下定決心，要親手終止兒子的腦波……

### 第五單元：多重宇宙
（第8集）
- 劇情：

小匡的生命終於消失了。但在他死前一刻，他已把自己的腦皮質細胞DNA編碼，成功複製給黑白子了！量子的多重宇宙，讓黑白子回到了誕生前的那一刻，這次，他們崩塌為粒子，擁有了生命。
經過DNA技術，黑子白子獲得了蛋白質編碼，是新一代的人造肉組織，他們的存在，可以隨時提供小匡新鮮的脊髓液和血液，也就是受損器官的培養皿。從此黑子與白子，來到了一個和原本世界相同、卻又迥異的世界，新的故事即將展開……

## 編導
- 出品人：劉揚偉、周美玲
- 總監製：巫俊毅
- 行銷總監：黃欽旻
- 監製：徐懿
- 導演：周美玲
- 製作人：劉芸后
- 編劇：周美玲、歐陽瑤
- 科學指導：張慶瑞、黃琮暐

## 演員

### 貫穿全劇角色
- 李銘順 飾演 柯博士：量子科學家[1]。

- 天心 飾演 高明明：柯博士的妻子，商界女強人[1]。
- 炎亞綸 飾演 「黑子」：由柯博士創造、具有意識的人工智能[1]。

- 石知田 飾演 「白子」：由柯博士創造、具有意識的人工智能[1]。

- 劉修甫 飾演 小匡：柯博士和高明明的兒子[2]。

### 單元角色

#### 第一單元
- 金士傑 飾演 羅伯：永生會主席。129歲的老人，與李璇的角色為情侶[1]。先後委託Q18科技公司研發H18晶片和H99晶片。
- 李璇 飾演 艾絲：128歲的老人，與金士傑的角色為情侶[1]。
- 黃尚禾 飾演 李班傑：第一單元的恐怖份子。Q18科技公司物流部門司機。

- 李雪 飾演 李維：Q18科技公司研究員。李班傑的姊姊。

#### 第二單元
- 李千娜 飾演 海娜娜：女同志，感性的虛擬歌手[2]。
- 趙逸嵐 飾演 魯嘉嘉：女同志，理性的工程師[2]。Q18科技公司工程師。

#### 第三單元
- 盧以恩 飾演 夢夢：電競玩家[2]。

#### 客串演出
- 王中皇 飾演 行政院副院長。
- 李婕 飾演 Navivi：魯嘉嘉的平板電腦裡面的AI；以全息投影的方式出現。
- 高慧君 飾演 巧巧仙子：海娜娜的母親；占星靈媒命理師。

## 製作
- 製作公司：金禾創意
- 投資贊助商：鴻海精密工業

### 拍攝
主體拍攝於2022年8月6日在臺中軟體園區開始，同年10月殺青。部份科幻場景於世新大學的LVS智能攝影棚拍攝。

### 開發
該劇由鴻海科技集團出品並投資逾千萬元製作。劇名《Q18》中的「Q」是指量子（Quantum），而「18」則是台語「骰子」的諧音。
導演周美玲因對量子科學很感興趣，她在認識鴻海董事長劉揚偉後主動提出希望能拍攝以此為主題的劇集，希望能藉劇集引起台灣年輕人對科技行業的關注。
而劉則指他亦看好台灣科幻作品的潛力，希望鼓勵台灣影視業多拍攝相關題材，因此他願意大額投資。
除了劉揚偉外，物理學家張慶瑞和資訊工程學者黃琮暐亦為該劇擔任顧問。
2019年，《Q18量子預言》開始前期籌拍工作。2022年8月6日，該劇於臺中軟體園區舉行開鏡儀式和媒體發佈會，正式宣佈製作，由周美玲執導並兼任編劇統籌，李銘順、天心、炎亞綸、石知田、金士傑和李璇主演。
2022年10月18日，該劇釋出前導預告，李千娜、趙逸嵐、劉修甫和盧以恩宣佈參演。

## 發行
三立電視台發行。
該劇分為五個單元，共八集。
原定於2023年10月首播。2023年7月5日，該劇宣佈押後首播。該劇於2024年7月16日宣佈將於同年8月16日播出。

### 串流平台播放
電視首播完畢後隨即在YouTube和Line tv永久上架。

## 刪除戲份
- 參見：宥勝性騷擾醜聞
- 參見：炎亞綸拍攝未成年人性影像案

2023年臺灣＃MeToo運動中，參演該劇的炎亞綸和宥勝分別被指控未合意性交及錄製私密影片外流和性騷擾多名女子，劇組於7月5日回應事件，並宣佈因該劇尚有不少後製特效需要處理而將不會於2023年上檔。
播出該劇的三立電視在2024年7月16日證實，已決定將宥勝的單元拿掉，共兩集戲分全數刪除，連帶劇中演員李杏的戲份受到調整。
由於該劇在案件發生前就殺青，因此沒機會找演員重拍，劇組決定直接刪除戲份。

### 被刪除的劇情
- 量子義肢篇

一名攀岩名將，在一次友誼賽中因意外導致斷腿，只能抑鬱度日。
Q18決定免費提供一隻研發中的「量子義肢」給他。他覺得銷售員總是誇大其詞，不置可否。
但是，當他真的穿上義肢的那一剎那，他不只感受到強勁的力量，還感受到生物肢體般的溫度、細膩的觸感以及神經的回饋…… 
他驚訝極了，不禁覺得：「如果我的其他手腳，也是量子肢體就好了？」

## 外部連結

### 官方網站
- 官方YouTube頻道 （页面存档备份，存于）

- 官方Facebook粉絲團

- 電視台宣傳頁面 （页面存档备份，存于）